# 電気興業
電気興業株式会社（でんきこうぎょう）は、高周波機器・電気通信機器の製造・販売、大型通信アンテナの製造・工事を行う企業。通称、DKK。

## 概要
源流は1919年に渋沢栄一が日米の通信状態改善を目指し設立した日米電信株式会社。通信において、無線技術が急速に発展した事に伴い、1925年に国策会社である 日本無線電信が設立され、国際無線電信業務を開始。
1932年に国際電話株式会社が同じく国策会社として設立され、
国際無線電話業務を開始。
1938年に、日本無線電信と国際電話が合併し、国際電気通信設立。
1947年5月19日、GHQ指令により、国際電気通信は解散命令を受ける。施設(一部を除く)・業務・職員は逓信省に移管。
1950年3月、旧会社の施設財産の一部を継承の上、当社設立。
電気通信施設の設計・製作・建設・改修などの業務を開始し、民放第一号の中波（ラジオ）放送用アンテナ初受注し、以後、国産テレビ放送用アンテナや東京タワー送出用のアンテナや海外向けパラボラアンテナの製造事業を行い、会社設立翌々年から高周波応用機器の製作や、高周波熱処理加工事業を開始し、各電波帯のアンテナ製造と高周波事業の2本立ての事業体として事業を起こしている。

## 沿革
- 1925年（大正14年）- 国策会社として、日本無線電信設立。
- 1929年（昭和4年）4月15日 - 依佐美送信所送信業務開始。
- 1938年（昭和13年）- 日本無線電信と国際電話株式会社が合併し、国際電気通信設立。
- 1947年（昭和22年）5月19日 - GHQ指令により、前身会社は解散命令を受ける。
- 1950年（昭和25年）6月1日 - 第二会社方式で電気興業を設立。以後、米軍が接収し、海軍が対潜水艦通信用使用に伴い、依佐美送信所の管理業務を担当。
- 1952年（昭和27年）- 高周波応用機器の製作、高周波熱処理加工業を開始
- 1961年（昭和36年）10月 - 東証2部に上場。
- 1990年（平成2年）- 東証第1部に上場。
- 2000年（平成12年）6月1日 - 創立50周年

## 主な事業
- 電気通信部門
  - 移動通信、放送、情報通信基地局、アンテナ
  - CATV設備施工
  - カメラソリューション
  - 新エネルギー事業（風力発電鉄塔、太陽光発電、二次電池用架台等）
- 高周波部門
  - 誘導加熱装置
  - 高周波応用装置
  - 真空炉
  - 高周波熱処理受託加工

## 関連企業
- 株式会社デンコー
- 株式会社ディーケーシー
- 株式会社電興製作所
- フコク電興株式会社
- 高周波工業株式会社
- デンコーテクノヒート株式会社
- DKKシノタイエンジニアリング株式会社

## 不祥事
2021年2月、同社の元代表取締役社長であった松澤が同社女性社員に対して度重なるセクシャルハラスメントを働き、松澤のセクハラを内々で調査していた当時の副社長と取締役に対して、昵懇の社外取締役3名が動き、松澤の取締役会長への昇格及び就任間も無い取締役の代表取締役社長の飛び級昇格と副社長の平取締役降格と取締役の退任と不可解な動議発令に伴う降格処分 と、動議で昇格した職務代理者だった社長も介入したセクハラ被害女性に対しする賠償金の同社との連帯債務を負わせる合意書締結、松澤と昵懇の社外取締役3名へのコンサル費用の不正支出を働いたとの情報を掴んだオリンパス事件を報じたジャーナリストの山口義正が、PRESIDENT Onlineで上記を含めた松澤の取締役退任に伴う名誉顧問（会長）への役職異動予定についての取材途上段階で、電気興業は同年6月22日にプレスリリースを発信し、同年6月29日付け人事にて松澤の取締役社長から代表権を有する会長職から、名誉顧問（会長）への役職異動予定であったが「健康上」を理由にした辞退と月額報酬30%相当額を自主返納（3ヶ月分）の処分と専務執行役員だった、伊藤一浩の月額報酬20%相当額を自主返納（1ヶ月分）、社長である近藤と取締役2名の月額報酬10%相当額を自主返納（1ヶ月分）を発表 を正式発表した。
山口の記事配信後の同年6月29日、ベルサール西新宿ホールにて午前10時から同社株主総会が行われ、例年シャンシャン総会で締められていたが同年の場合は長期化し、法人株主からの「社長が交代した理由はセクハラではないのか」との質問で現社長が「世代交代が目的で、不祥事が理由ではない」事を強弁する回答に追われた。